# Ànima torturada
Ànima torturada (Alma torturada en castellà) és una pel·lícula espanyola dirigida per Magín Muria i Fructuós Gelabert i estrenada en 1917. El repartiment provenia del teatre, així com la pròpia història.